# セリゲル湖
セリゲル湖（セリゲルこ、ロシア語：Селигер, ラテン文字転写：Seliger）はトヴェリ州に位置する湖であり、北端の一部はノヴゴロド州にかかっている。ヴォルガ川流域に当たるヴァルダイ丘陵の北西に位置する。水面の標高は205m、面積は212km²、平均水深は5.8m。湖からの唯一の流出先はセリジャロフカ川で、湖南端から流れ出してヴォルガ川へと合流する。
セリゲル湖は趣のある森と丘陵の風景の中にある。湖は自然保護の対象となっている。独特の多様な植物相と動物相を有する類似性から、稀に「ヨーロッパのバイカル湖」とも呼ばれる。
オスタシコフが湖畔の唯一の町であり、西ロシアで最も有名なリゾート地の1つである。